# Neszihonsz

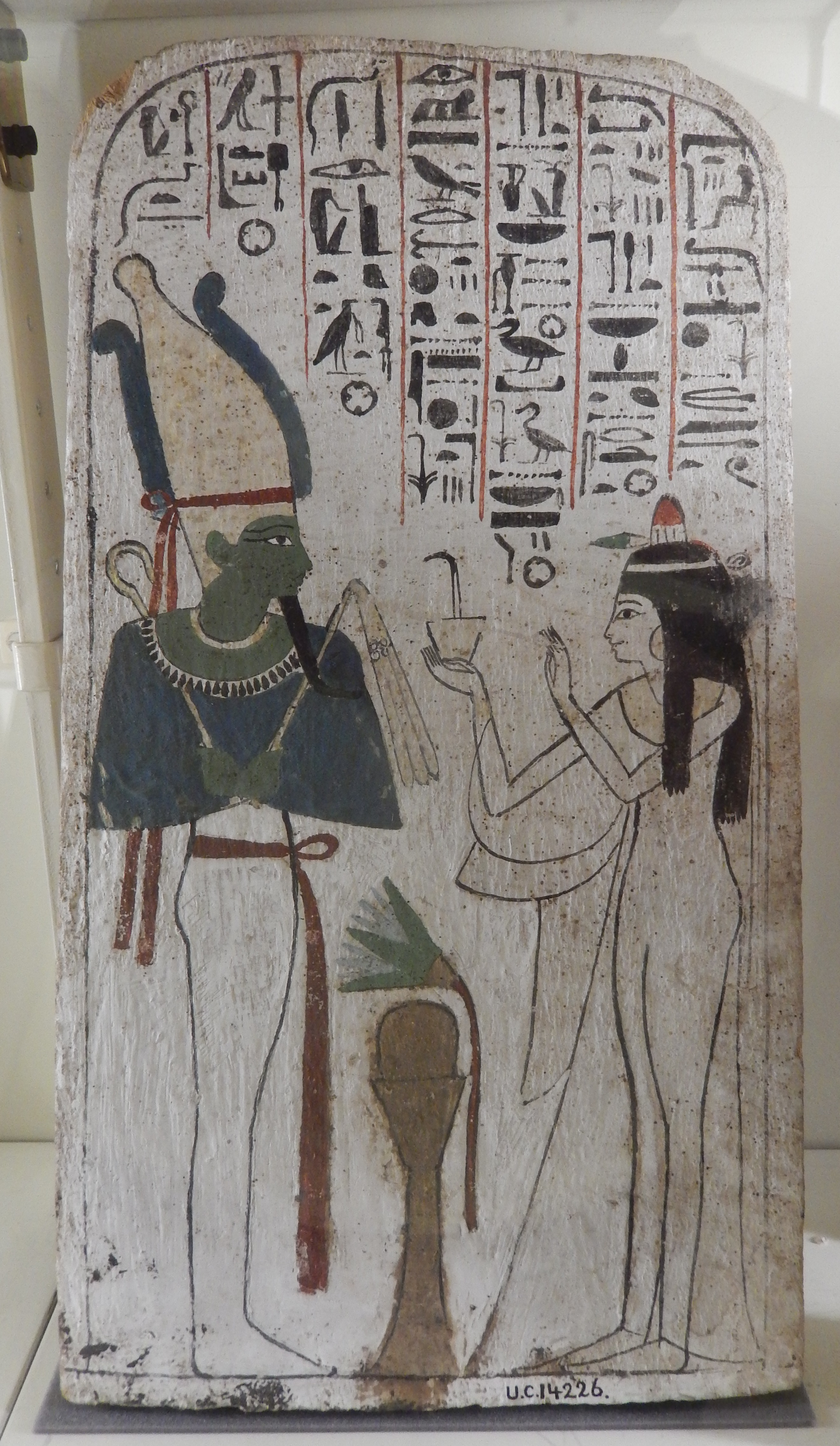
Neszihonsz Ozirisszel

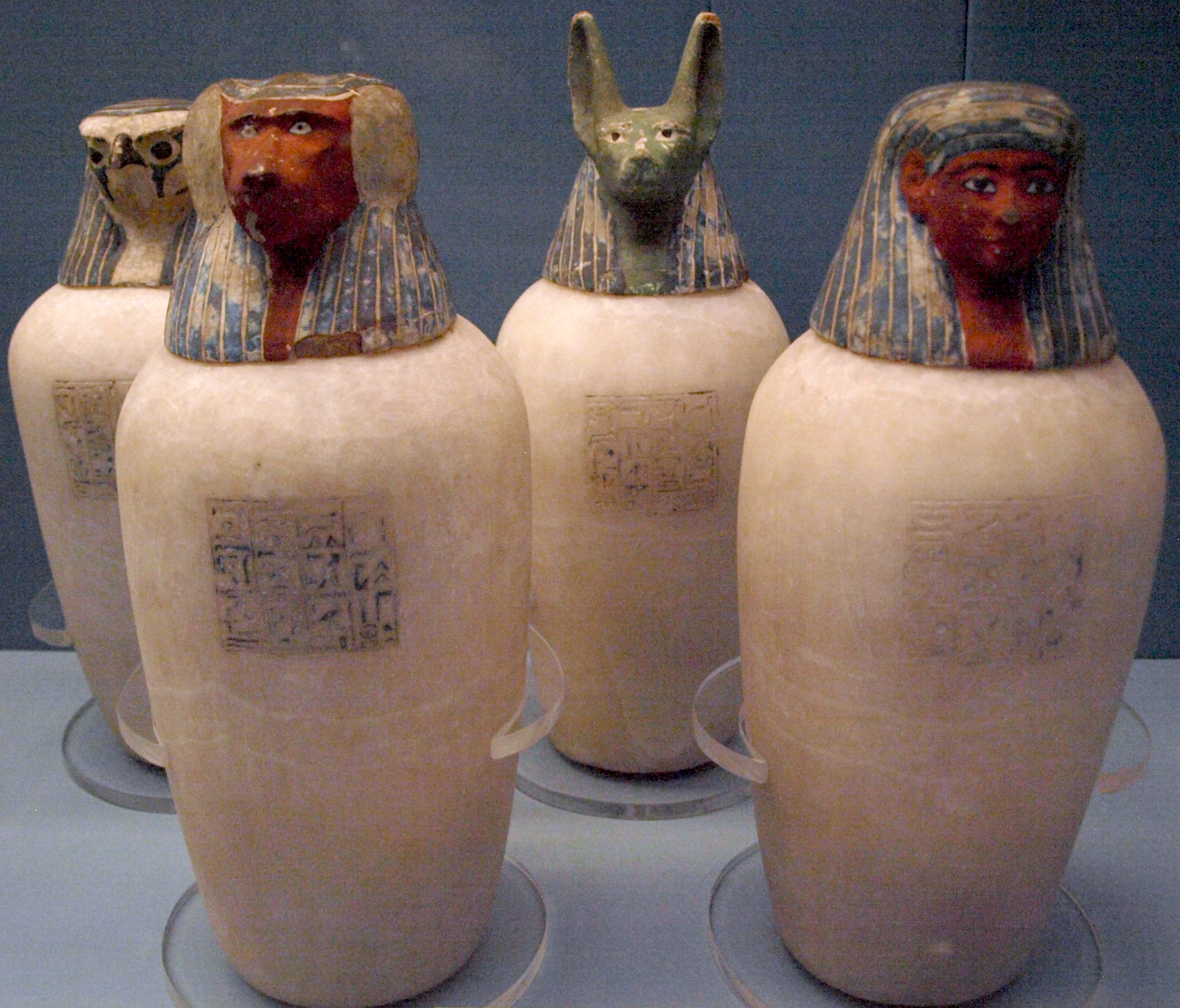
Kanópuszedényei

Neszihonsz (Neszhonsz, Neszhonszu; a név jelentése „Honszuhoz tartozó”) ókori egyiptomi nemes hölgy volt, a XXI. dinasztia idején élt.
Menheperré Ámon-főpap unokája, II. Neszubanebdzsed főpap és Tahentdzsehuti leánya volt. Ámon főpapjai ebben az időben gyakorlatilag a fáraóval azonos hatalommal bírtak, ők kormányozták a Théba központú déli országrészt, és rokonságban is álltak a dinasztia több fáraójával. Neszihonsz saját nagybátyjához ment feleségül, Menheperré második fiához, II. Pinedzsemhez, aki főpap lett Neszihonsz apjának halála után. Két fiuk és két lányuk ismert.
Neszihonsz címei: Ámon első énekesnője; Kús alkirálya.

## Temetkezése
Neszihonsz a férje, II. Pinedzsem előtt halt meg; férjével és Neszitanebetasru nevű leányával a Deir el-Bahari-i rejtekhely néven is ismert DB320 sírba temették, amelybe több korábbi királyi családtagot is újratemettek. Temetésére Sziamon fáraó 5. uralkodási évében került sor; férje első felesége és egyben húga, Iszetemheb fel nem használt régebbi koporsóiba temették. Neszihonszot a számára átalakított két (külső és belső) koporsó közül az egyikben találták meg, a másikat átalakítás nélkül felhasználták IX. Ramszesz újratemetéséhez. Ramszeszt szintén a DB320-as sírba vitték eredeti sírjából, és a múmia újrapólyálásához szükséges vásznakat is Neszihonsz adományozta. Nem eldöntött, az újratemetéskor cserélték-e fel a koporsókat vagy Neszhonsz maga adományozta Ramszesz temetéséhez; előbbi ellen szól, hogy Ramszeszt más időpontban temették el, utóbbi ellen, hogy a koporsót meg sem kísérelték átalakítani férfi tulajdonos számára.
Temetkezési kellékei közé tartozott egy fatáblára írt vallási szöveg, aminek célja az volt, hogy biztosítsa Neszihonsz jólétét a túlvilágon és megakadályozza, hogy ártson férjének és gyermekeinek. Ez családi problémákra utal. A szövegben említik anyját, Tahentdzsehutit, két fiát, Pinedzsemet és Maszahartát, valamint két lányát, Itauit és Neszitanebetasrut is. Ez utóbbinak a temetkezési papiruszán is említik Neszihonszot.
Részlet a fatáblára írt szövegből: Így szólt Ámon-Ré, az istenek királya, a hatalmas isten, aki először keletkezett: Istenné teszem Neszihonszot, Tahentdzsehuti leányát, nyugaton, istenné teszem a nekropoliszban; adom, hogy megkapja a Nyugat vizét, adom, hogy áldozatot kapjon a nekropoliszban. (…) Megindítom Neszihonsz, Tahentdzsehuti leánya szívét, hogy ne tegyen semmi gonoszat Pinedzsemmel, Iszetemheb gyermekével; megindítom szívét, és nem fogja megrövidíteni az ő életét; megindítom szívét, és nem fogom hagyni, hogy olyasmit tegyen, ami káros az élő szívének.
A múmia kicsomagolását Gaston Maspero kezdte meg 1886. június 27-én. G. E. Smith fejezte be 1906-ban. Neszihonsznak nem voltak ősz hajszálai, így fiatalon halhatott meg, és amint Smith megállapította, valószínűleg terhesen vagy szülés közben. A múmia lába és nagylábujjai köré virágokat tekertek. Az aranyozásokat a koporsóról már az ókorban lelopták, a múmia szívskarabeuszát az Abd el-Raszul sírrablócsalád lopta el, de megkerült és ma a British Museumban van. A sírból több más, Neszihonsszal kapcsolatos tárgy is előkerült: réz-, üveg- és fajanszedények, usébtis doboz, kanópuszedények, egy Ozirisz-szobrocska, egy papirusz.